# 艾查路·伊利亞
艾查路·乔治·里纳尔多·伊利亞（Eljero George Rinaldo Elia，1987年2月13日—）是一名苏里南裔荷蘭足球运动员，司职前鋒，現效力於荷乙球會海牙。

## 生平

### 球會
海牙
在效力海牙青年隊前，他打了很多業餘球會。伊利亞在2004年首次亮相職業賽場時，他剛 17歲。在那個賽季他為海牙上陣4場比賽，攻進一球。但是，新主帥的Lex Schoenmaker上任後一切變得不正常。經過一番抵觸，川迪迅速簽下他。
川迪
不但川迪感興趣，而且阿積士都渴望與他簽約。但如果他選擇了阿積士，他將首先外借到海牙，伊利亞沒有機會在阿積士比賽。海牙降班後，他更不想在乙組作賽。燕豪芬在該時侯也作出報價。當他效力於川迪，他被公認為是荷蘭足球甲級聯賽的最佳球員，奪得2009年荷蘭最佳球員。
漢堡
2009年7月5日，伊利亞以八百九十萬歐羅加盟漢堡，與球隊簽下為期5年的合約。伊利亞首次登場是於2009年8月8日，以後備身份首次替球隊出賽。從此他就成為球隊主力，並廣得球迷的喜愛。
尤文图斯
2011年8月31日，意甲豪门尤文图斯在官方网站上正式宣布与埃利亚签下4年合同，转会费为900万欧元。
雲達不萊梅
2012年7月10日，尤文图斯證實埃利亚轉投德甲球隊雲達不萊梅，轉會費為550萬歐羅，合約為期四年。
2014年12月23日，英超球隊修咸頓向德甲雲達不萊梅借用埃利亚，由2015年1月3日起至球季結朿，消息透露球季結朿後可能落實正式轉投，惟最終未能成事。

### 國際賽
伊利亞在2005年已經開始揩荷蘭19歲以下國家隊出賽，一年後，他正式在職業球隊出賽。他迅速崛起，並在2006年開始，他已被選定為荷蘭21歲以下國家隊成員。伊利亞也被雲馬維克選中成為大軍一員為荷蘭隊出戰友賽對英格蘭。
2009年9月5日，伊利亞首次為荷蘭國家隊上陣對日本的友誼賽。他在中場休息時替換洛賓。他在荷蘭隊的首場比賽進行得非常順利，伊利亞在該仗生作出了2次助攻，助球隊3-0擊敗日本。2009年9月9日，在他代表國家隊的第二場比賽對蘇格蘭，伊利亞已射入國際賽入球，也是該仗的唯一入球。

## 榮譽

### 祖雲達斯
- 意甲冠軍：2011/12球季

### 飛燕諾
- 荷甲冠軍：2016/17球季
- 荷蘭盃：2015/16球季

### 荷蘭國家隊
- 2010年FIFA世界盃亞軍

### 個人
- 德甲最佳入球：2009年12月
- 2009年荷甲最優秀球員

## 連結
- Eljero Elia stats at Voetbal International Archive.today的存檔，存档日期2012-12-04 （荷兰文）
- Profile at Transfermarkt.de （页面存档备份，存于）
- Eljero Elia stats at Sky Sports
- Eljero Elia stats at Kicker Online （页面存档备份，存于） （德文）
- Career stats at Fussballdaten.de （页面存档备份，存于） （德文）